# Gorazd Škof
Gorazd Škof, född 11 juli 1977 i Novo mesto, är en slovensk tidigare handbollsmålvakt.
Škof tävlade för Slovenien vid olympiska sommarspelen 2016 i Rio de Janeiro. Han var en del av Sloveniens lag som blev utslagna i kvartsfinalen mot Danmark i herrarnas turnering.

## Klubbar
- RK Brežice
- RK Krško
- RK Trimo Trebnje (1999–2003)
- RK Velenje (2003–2004)
- RK Celje (2004–2008)
- RK Zagreb (2008–2011)
- RK Koper (2011–2013)
- US Créteil (2013)
- HBC Nantes (2013–2016)
- Paris Saint-Germain (2016–2017)
- HC Erlangen (2017–2019)
- SC Ferlach (2019)
- TSG Friesenheim (2019–2021)